# Adjària
Adjària (georgià: აჭარა, Àtxara, pronunciat  [at͡ʃʼara] (?·pàg.)), formalment la República Autònoma d'Adjària (georgià: აჭარის ავტონომიური რესპუბლიკა, Àtxaris Avtonòmiuri Respúblika, pronunciat   [at͡ʃʼaris avtʼɔnɔmiuri rɛspʼublikʼa] (?·pàg.)) és una república autònoma de Geòrgia.
Està situada a la costa oriental de la mar Negra, i limita amb les regions georgianes (mkhare) de Gúria al nord, i de Samtskhé-Djavakhètia a l'oest, i amb les províncies turques d'Artvid al sud i Ardahan al sud-oest.

## Història
Adjària és una regió històrica de Geòrgia, poblada per la tribu georgiana dels adjars, al nord-oest de la Taoklardjètia (actual província d'Ardahan, a Turquia).
Aquesta regió fou ocupada pels otomans cap al 1540 i ja no va ser reconquerida pels georgians. El 1919 el govern del país, (República de Batum) creat pels britànics després de l'ocupació de l'Imperi Otomà, es va dissoldre i es va integrar a la República Democràtica de Geòrgia. Després de la presa del poder pels bolxevics el 1921 va formar la República Socialista Soviètica Autònoma d'Adjària (dintre de l'RSS de Geòrgia), i va pertànyer a la Unió Soviètica del 1922 al 1991.
Des del 1989 Aslan Abaixidze, d'una antiga família feudal (la família Abaixidze), va governar la regió amb autonomia. Aliat al primer president democràtic de Geòrgia, Zviad Gamsakhúrdia, va aconseguir mantenir-se a la caiguda d'aquest mercès a la protecció russa, que desitjava protegir la seva base militar de Batum. Enfrontat nombroses vegades amb el president georgià Eduard Xevardnadze, al final del segon període presidencial d'aquest li va donar suport contra els seus rivals. Però Xevardnadze fou derrocat el 2004, i el nou govern georgià no va tardar a enviar tropes a Adjària. A canvi de certes seguretats i garanties, Rússia va facilitar la sortida del país d'Abaixidze i es va establir un govern proper al georgià respectant almenys nominalment l'autonomia.

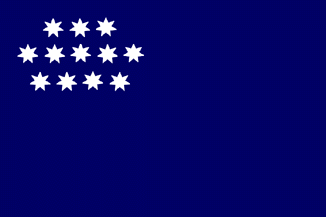
bandera de facto 1990-2000
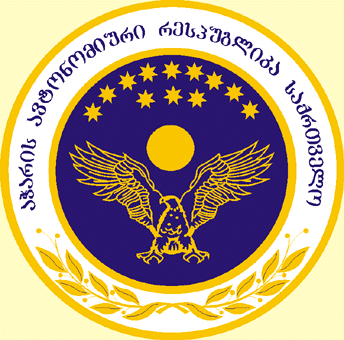
Escut de facto 1990-2000
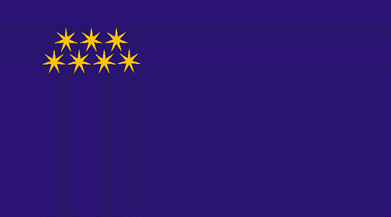
Bandera 2000-2005
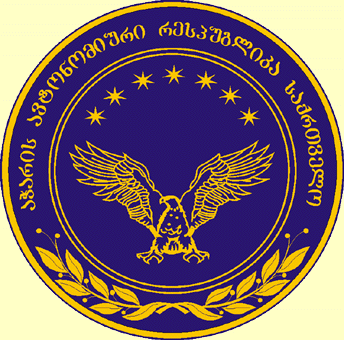
Escut 2000-2005
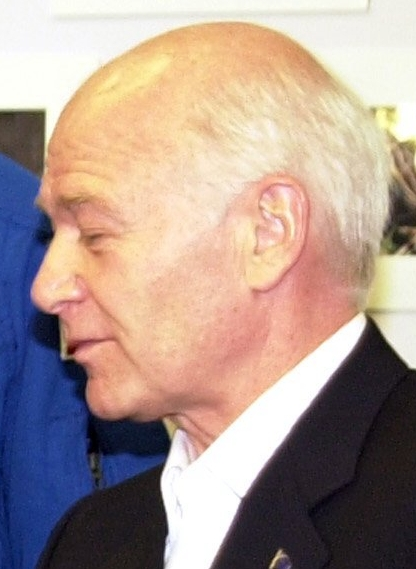
Aslan Abaixidze